# Oliviero Corbetta
Oliviero Corbetta (Torino, 25 luglio 1952) è un attore, doppiatore e direttore del doppiaggio italiano.

## Carriera
Svolge la sua attività di doppiatore negli studi di Torino e Milano. Ha dato la voce a molti personaggi di anime: tra quelli più longevi spicca il Detective Goro in Detective Conan, che doppia dal 2002; è anche il doppiatore del Dottor Rebus in Zatchbell, serie di cui peraltro è uno dei direttori del doppiaggio. Ha doppiato anche il Dottor Gelo nelle serie Z e GT di Dragon Ball, il mago Babidy in Dragon Ball Z e Gowasu in Dragon Ball Super. Ha lavorato anche come doppiatore di videogame in opere come Starcraft II, Call of Duty 4: Modern Warfare e tutta la serie Modern Warfare nei panni del capitano John "Soap" MacTavish e in Call of Duty: Black Ops, Call of Duty: Black Ops 2 e Call of Duty: Black Ops 4  ha dato la voce a Frank Woods. Ha dato inoltre la voce a Hershel Layton nell'omonima serie di videogiochi. Come attore di teatro ha più volte recitato con il Teatro Stabile di Torino e con il Gruppo della Rocca, firmando anche numerose regìe; in televisione in Benedetti dal Signore.

## Attore
- Il bagno di Vladimir Vladimirovič Majakovskij, regia di Mario Missiroli, trasmessa dal Secondo canale l'8 febbraio 1977.
- Bel Ami, regia di Sandro Bolchi – miniserie TV, breve partecipazione (1979)
- Il caso Fenaroli, regia di Gianpaolo Tescari – film TV (1996)
- Mozart è un assassino, regia di Sergio Martino (1999)
- La memoria e il perdono, regia di Giorgio Capitani – film TV (2001)
- La Sindone - 24 ore, 14 ostaggi, regia di Lodovico Gasparini – film TV (2001)
- La città infinita, regia di Gilberto Squizzato – film TV (2002)
- Benedetti dal Signore, regia di Francesco Massaro – serie TV, un episodio (2004)
- Il silenzio dell'allodola, regia di David Ballerini (2005)
- Quo vado?, regia di Gennaro Nunziante (2016)
- Tu mi nascondi qualcosa, regia di Giuseppe Loconsole (2017)
- Cuori, regia di Riccardo Donna – serie TV, episodio 1x03 (2021)

## Doppiaggio

### Cinema
- Ethan Hawke in Newton Boys
- Danny W. Stallcup in Turbo Power Rangers - Il film
- Grant Swanby in Van Helsing - Dracula's Revenge
- Yutaka Matsushige in Shinobi
- Robert Patrick in We Are Marshall
- Spencer Wilding in Beowulf & Grendel
- Gary Lewis in Mio figlio
- Patrick Malahide in The Protégé
- Christopher Lawford in Slipstream - Nella mente oscura di H.
- David Naughton in Swarm - Minaccia dalla giungla
- Paul Mohan in I'll Sleep When I'm Dead
- Jerry Wasserman in The House of the Dead 2 - Uccidili... prima che uccidano te
- Andreas Van Ray in Day of the Dead 2: Contagium
- Richard Jutras in Lo straordinario viaggio di T.S. Spivet
- Tony Leung Ka-Fai in Cold War 2
- Song Young-chang in Liberaci dal male
- Ryu Daisuke in Gojoe
- Tong Xiaohu in Ip Man: Kung Fu Master
- Choi Jin-ho in The Swordsman

### Serie televisive
- Bob Odenkirk in How I Met Your Mother (stagione 3)
- Garry Chalk in National Lampoon's Holiday Party
- José Zúñiga, William Russ e Michael Canavan in Scandal
- William Baldwin in The Purge
- Robert LaSardo in Nip/Tuck
- Kim Knuckey in Rain Shadow
- C. David Johnson in Street Legal
- Mark Mitchinson in Power Rangers Megaforce
- Raymond Bouchard in Scoop
- Jean-Marc Thibault in Maguy
- J. August Richards in Undressed
- Omar Calicchio in Peter Punk
- Stephan Bissmeier in Frieden - Il prezzo della pace

### Soap opera e telenovelas
- Mariano Venancio in Monica Chef
- Ulrich Drewes in Alisa - Segui il tuo cuore
- Arturo Bonin in Rebelde Way (2° doppiaggio)
- Joseph Murphy, Richard Biggs, Peter Francis James e Doug Hutchison in Sentieri
- David "Shark" Fralick in Febbre d'amore
- Dietrich Adam in Tempesta d'amore
- Sjhane Porteous in Wandin Valley
- Arnaud Henriet in Tomorrow Is Ours - Il domani è nostro
- Gonzalo Vega in Le ali del destino, Gabriela
- Hernan Romero in Eredità d'amore
- Jorge Palacios in Rubí rebelde
- Roberto Moll in Señora
- Enrique Lizalde in Esmeralda
- Javier Diaz in Vendetta d'amore
- Gonzalo Vega in Anima persa
- Oscar Simch in Garibaldi - Eroe dei due mondi
- Fernando Ciangherotti in Pasión Morena

### Serie animate
- Kogoro Mori in Detective Conan, Magic Kaito 1412
- Maestro Condor in Dragon Ball
- Klaus in Huntik - Secrets & Seekers
- Babidy, Dottor Gelo, Signor Lao, Moai (ep. 11) e Appule in Dragon Ball Z
- Suguru e Dottor Gelo in Dragon Ball GT
- Gowasu in Dragon Ball Super
- Olandese Volante in Spongebob (ep. 13x26b), Lo show di Patrick Stella, Kamp Koral - SpongeBob al campo estivo
- Donbe in What a Mess Slump e Arale[1] (nel remake 1997)
- Teodore Moore in Yawara! - Jenny la ragazza del judo
- Buzz Buzzard in Picchiarello
- Swanky in Alieni pazzeschi
- Armando (2ª voce) in Le Nuove Avventure Di Pimpa
- Re Nettuno in SpongeBob
- Terrorsaur in Biocombat
- Ibiki Morino e Hagoromo Otsutsuki in Naruto e Naruto Shippuden
- Gin, Hogback, Mr. 1 (2ª voce), Donquijote Doflamingo (4ª voce), Moji (solo nell'episodio 422) e Monkey D. Dragon (solo nell'episodio 441) in One Piece
- Namor The Sub-Mariner ne I Fantastici Quattro
- Yoki in Fullmetal Alchemist: Brotherhood
- Zagato in Magic Knight Rayearth (1° doppiaggio)
- Arthur Hawkins in Yu-Gi-Oh!
- Kagemaru, Professor Sartyr e Trapper in Yu-Gi-Oh! GX
- Daimon in Mila e Shiro - Il sogno continua
- Ispettore Javert ne Il cuore di Cosette
- John Cooper in This Is America, Charlie Brown
- Ruku, Gentiluomo inglese e Dottor Rebus in Zatch Bell!
- Dottor Somegoro in Principesse sirene - Mermaid Melody
- Shemer Guile in Inazuma Eleven GO Chrono Stones
- Ivan il Tenebroso in Gravity Falls
- Professor Borzoi in Let's & Go - Sulle ali di un turbo
- Edward Hamilton in Chrono Crusade
- Martin Fenwick in Sherlock Holmes - indagini dal futuro
- Re Cardo in Il piccolo regno di Ben e Holly (stagione 1, primo doppiaggio)
- Babbo in MÄR
- Mingus, Rusty, Mielsalice e Capitano Nimbeard in Niko e la spada di luce
- Prete vampiro in Hellsing Ultimate
- Pronto Germitalpa in SlugTerra - Lumache esplosive
- John Lucasbergh in Kilari
- Bird in Tutor Hitman Reborn!
- Sōken Ishida, Oscar Joaquin de la Rosa, Baigon e Shiroganehiko in Bleach
- Dottor Giovanni in Fire Force
- Lovro Brovski in Assassination Classroom
- Nigel Ratburn in Arthur
- Il macchinista Lorenzo in Lupin the Third - La donna chiamata Fujiko Mine
- Behemoth in Beelzebub
- Il Vescovo in Castlevania
- Sir Fince in La leggenda di Vox Machina
- Osho Yakushi in Kuromukuro
- Eugene (1ª voce) in Sword Art Online
- Ikkei Ukkai in Haikyu!!
- Yoshinobu Gakungaji in Jujutsu kaisen - Sorcery Fight
- Sandeo in Ranking of Kings
- Titolare del negozio di erbe medicinali in The Rising of the Shield Hero
- Kogoro Muhori, reporter Sasayaki, Akira Kamiya e Sgombrokkey in Yattaman
- Jugemu in Overlord
- Walter Evans in Spy × Family
- Dord e Zaus in That Time I Got Reincarnated as a Slime
- Umibozu (2ª voce) in Gintama
- Escargoon in Kirby
- Kaiser in Baki Hanma

### Film d'animazione
- Goro Mori in Detective Conan - Fino alla fine del tempo, Detective Conan - L'asso di picche, Detective Conan - L'ultimo mago del secolo, Detective Conan - Solo nei suoi occhi, Detective Conan - Trappola di cristallo, Detective Conan - Il fantasma di Baker Street, Detective Conan - La mappa del mistero, Detective Conan - Il mago del cielo d'argento, Detective Conan - La strategia degli abissi, Detective Conan - Requiem per un detective, Detective Conan - L'isola mortale, Detective Conan - La musica della paura, Detective Conan - ...e le stelle stanno a guardare, Detective Conan - L'undicesimo attaccante, Lupin Terzo vs Detective Conan, Lupin III vs Detective Conan, Detective Conan: Episode "One" - Il detective rimpicciolito
- Zamedi in Harmageddon - La guerra contro Genma
- Luc in Balto - Sulle ali dell'avventura
- Atsushi Henmi in Jin-Roh - Uomini e lupi
- Sig. Slate in I Flintstones - Yabba Dabba Do!
- Raius in Delgo e il destino del mondo
- Professor Hershel Layton in Il professor Layton e l'eterna Diva
- Maestro Condor in Dragon Ball - Il torneo di Miifan (2° doppiaggio)
- Dottor Gelo in Dragon Ball Z - I tre Super Saiyan (2° doppiaggio)
- Sandayuu Asama in Naruto - The Movie: La primavera nel Paese della Neve
- Ikkei Ukai in Haikyu!! Battaglia all'ultimo rifiuto

### Videogiochi
- Takagi ne Il Punitore
- Corvo Attano in Dishonored 2[2]
- Arcturus Mengsk in StarCraft II
- Ben McCall in Call of Juarez: The Cartel
- Carol ne Nel paese delle creature selvagge
- Specter in Ape Escape 3[3]
- Lawrence e Lance in Ratchet & Clank 3[4]
- Mr. Krab in SpongeBob - Il film[5]
- Romulus Slag in Ratchet & Clank: Armi di distruzione[6]
- Romulus Slag in Ratchet & Clank: Alla ricerca del tesoro[7]
- Carlo Grimaldi in Assassin's Creed II[8]
- Lawrence e Romulus Slag in Ratchet & Clank: A spasso nel tempo[9]
- Falsa Tartaruga e Dott. Wilson in Alice: Madness Returns[10]
- Lavor in Gormiti: Gli eroi della natura[11]
- Piri Reìs in Assassin's Creed: Revelations[12]
- Mercer Frey, Hakon Occhio Solo e Felldir il Vecchio in The Elder Scrolls V: Skyrim[13]
- Dottor Warner Ashford e personaggi minori in Hitman: Absolution[14]
- Bandito di Defias, Malygos e Protettore d'argento in Hearthstone[15]
- Generale Aaron Herres e personaggi vari in Horizon Zero Dawn[16]
- N. Gin e Nitrus Brio in Crash Bandicoot: N. Sane Trilogy[17]
- N. Gin, Nitrus Brio e Komodo Joe in Crash Team Racing-Nitro Fueled[18]
- Perseo e Teseo in God of War II[19]
- Deimos e Tanato in God of War: Ghost of Sparta[20]
- Muggshot e Panda King in Sly 3: L'onore dei ladri
- Professor Hershel Layton nell'omonima saga e nello spin-off Il Professor Layton vs. Phoenix Wright: Ace Attorney
- Don Pablo ne Il professor Layton e il futuro perduto
- Pecker, Oracolo e Torn in Jak 2: Renegade[21], Jak 3[22] e Jak X[23]
- Odin Anderson in Alan Wake[24]
- Membro dell'Arso Consiglio, Generale Fantasma e Azrael in Darksiders[25]
- John "Soap" Mactavish in Call of Duty: Modern Warfare 2[26] e Call of Duty: Modern Warfare 3[27]
- Colonnello Holland in Halo: Reach[28]
- Frank Woods in Call of Duty: Black Ops[29], Call of Duty: Black Ops 2[30] e Call of Duty: Black Ops IIII[31]
- Pat Hodges e Roland Sheperd in Men of Valor
- Sgt. Peters in Conflict Desert Storm 2
- Pan in Rise of the Argonauts
- Paxton Fettel in F.E.A.R. Extraction Point[32]
- Paxton Fettel e Registrazioni in F.E.A.R. Perseus Mandate[32]
- Reaver in Fable 2[33] e Fable 3[34]
- Charles Jericho in Driver: San Francisco[35]
- Megatron in Transformers: War for Cybertron
- Lazaveric nel multiplayer di Uncharted 4: Fine di un ladro
- Bill Soon in Jet Li: Rise to Honour
- Capitano della polizia di Hollywood in James Noir's Hollywood Crimes 3D
- Samuel Smythe e Nicholas Biddle in Assassin's Creed III[36]
- Signor Jenkins in Spongebob - La creatura del Krusty Krab
- Cosmo e Vecchio Granchio Saggio in Spongebob e i suoi amici - Battaglia sull'isola del vulcano
- Griff in Dishonored[37]
- Rioichi Cooper in Sly Cooper: Ladri nel Tempo
- Progetto: Yi in League of Legends
- George Monroe in Assassin's Creed: Rogue[38]
- Winston Churchill in Assassin's Creed: Syndicate[39]
- N. Gin e Nitrus Brio in  Crash Bandicoot 4: It's About Time
- Dr. Ryuta Kawashima in Brain Training Infernale del Dr. Kawashima
- Kaid in Tom Clancy's Rainbow Six: Siege
- Giulio Cesare in Rise of Kingdoms
- Jet Vac,Blobbers e Chompy Mage nella serie Skylanders
- Re Julien in Madagascar 2[40]
- Panoramix e Dubelfas in Asterix & Obelix XXL 3: The Crystal Menhir[41]
- Morgan Black in Age of Empires III: Age of Discovery[42]
- Wolf O'Donnell, Leon Powalski e personaggi minori in Lylat Wars (1997), Star Fox Zero (2016)
- Roland Shephard e Hodges in Men of Valor (2004)[43]
- Levi Stratov in The Getaway: Black Monday (2004)[44]
- Straniero/Low adulto in Future Tactics - The Uprising (2004)[45]
- Paxton Fettel, Harlan Wade, Soldati Replica e Voci al telefono in F.E.A.R. (2005)[32]
- Bryce Adams in Death by Degrees (2005)[46]
- Tendon Cobar in Killzone: Liberation (2006)[47]
- Capitan Dathry e Celeb'Hel in Dungeon Siege II (2006)[48]
- Preston e Claudius in Garfield 2 - A Tale of Two Kitties (2006)[49]
- Atlas/Frank Fontaine in BioShock (2007)[50] e nel DLC di BioShock Infinite (2013)[51]
- Alafolix in Asterix alle Olimpiadi (2007)[52]
- Caporale Cody Grayson in BlackSite: Area 51 (2007)[53]
- Josip Idromeno in Far Cry 2 (2008)[54]
- Generale Nicolai Krukov in Command & Conquer: Red Alert 3 (2008)[55]
- Tenente Miller in Mirror's Edge (2008)[56]
- Voce narrante in Anno 1404 (2009),[57] Anno 1404: Venezia (2010)[57]
- Voce Narrante in A Christmas Carol (2009)[58]
- Daxter oscuro e Idolo precursor in Jak and Daxter: Una sfida senza confini (2009)[59]
- Viktor Barisov in Singularity (2010)
- L'Uomo Misterioso in Mass Effect 2 (2010),[60] Mass Effect 3 (2012)[61]
- Leo Hartwig e Frank Fontaine in BioShock 2 (2010)[62]
- Artyom in Metro 2033 (2010),[63] Metro: Last Light (2013),[64] Metro Exodus (2019)[65]
- Capitano in Kinectimals (2010)[66]
- Dottor Adrian Baker in Heavy Rain (2010)[67]
- Jimmy Love, Phil, Adrian e Armando in Hollywood Monsters 2 (2011)[68]
- Arnie in Homefront (2011)[69]
- David Sarif in Deus Ex: Human Revolution (2011),[70] Deus Ex: Mankind Divided (2016)[71]
- Lawerence in  Ratchet & Clank: Tutti per Uno (2011)[72]
- Pinguino in Batman: Arkham City (2011),[73] Batman: Arkham Origins (2013),[74] Batman: Arkham Knight (2015),[75] Suicide Squad: Kill the Justice League (2024)[76], Batman: Arkham Shadow (2024)[77]
- Solomon Grundy in Batman: Arkham City (2011)[73]
- Barbanera in Disneyland Adventures (2011)[78]
- J.P. Dumond in The Darkness II (2012)[79]
- Thane e L'arbitro delle Anime in Darksiders II (2012)[80]
- Sergente Michael Sykes/Psycho in Crysis 3 (2013)[81]
- Capitano e Bliss Crowd #7 in God of War: Ascension (2013)[82]
- Jethro Hayes in LEGO City Undercover (2013)[83]
- Voce narrante in Grid 2 (2013)
- Sepp Harkin in Killzone: Mercenary (2013)
- Cap. Garrison in Battlefield 4 (2013)[84]
- Josè Morales in Dead Rising 3 (2013)[85]
- Thomas Sinclair in Killzone: Shadow Fall (2013)[86]
- Boomer in Borderlands: The Pre-Sequel (2014)[87]
- Charles Sandahl in Infamous: Second Son (2014)[88]
- Samuel Brett in Alien: Isolation (2014)[89]
- Two Hat Jack in Sunset Overdrive (2014)[90]
- Diablo in Heroes of the Storm (2015)[91]
- Censore Teagan, Ham e Manny in Fallout 4 (2015)[92]
- Generale Sebastiano di Ravello in Just Cause 3 (2015)[93]
- Richard Croft in Rise of the Tomb Raider (2015)[94]
- Reaper in Overwatch (2016),[95] Overwatch 2 (2022)[96]
- Oscar Diaz in Gears of War 4 (2016),[97] Gears 5 (2019)[98]
- Frederick Raines in Call of Duty: Infinite Warfare (2016)[99]
- Jack Baker in Resident Evil 7: Biohazard (2017)[100]
- Vernon Lemay e intervistatore nel finale in Hidden Agenda (2017)[101]
- Hellboy in Injustice 2 (2017)[102]
- Nazgul e Bru< ne La Terra di Mezzo: L'ombra della guerra (2017)[103]
- Hank Rideau in Call of Duty: World War II (2017)[104]
- Holtzman e Sig. Kobashi in Need for Speed: Payback (2017)[105]
- Hurk Drubman in Far Cry 5 (2018)[106]
- Kharl e Wolf O'Donnell in Starlink: Battle for Atlas (2018)[107]
- Signore della Cavità in Darksiders III (2018)[108]
- Nogami Gensai e mercante dello Shughendo in Sekiro: Shadows Die Twice (2019)[109]
- Kollector e uno degli Dei Anziani in Mortal Kombat 11 (2019)[110]
- Ludwig in Close to the Sun (2019)[111]
- Mudtooth in Remnant: From the Ashes (2019),[112] Remnant 2 (2023)[113]
- Alcuni banditi in Remnant: From the Ashes (2019)[112]
- Dr. N. Gin e Dr. N. Brio in Crash Bandicoot 4: It's About Time (2020)[114]
- Re Novik in Doom Eternal (2020)[115]
- Frank Colletti e Dottore in Mafia: Definitive Edition (2020)[116]
- Il Costruttore in Assassin's Creed: Valhalla (2020)[117]
- Lev Kravchenko in Call of Duty: Black Ops Cold War (2020)[118]
- Re Dorefan e Maestro Kogan in Hyrule Warriors: L'era della calamità (2020)[119]
- Televangelista in Cyberpunk 2077 (2020)[120]
- Zom Zom in Sackboy - Una grande avventura (2020)[121]
- Antico #1, Griez e Radament in Diablo II: Resurrected (2021)[122]
- Jim in Back 4 Blood (2021)[123]
- Yoda e Tior Medon in LEGO Star Wars: La saga degli Skywalker (2022)[124]
- Rick in MultiVersus (2022)[125]
- Drednock in Star Trek: Prodigy Supernova (2022)[126]
- Professor Abraham Ronen, Ackley Barnes e strillettera in Hogwarts Legacy (2023)[127]
- Avatar maschile in Wild Hearts (2023)[128]
- Char-les / Chariton Zacharov in Atomic Heart (2023)[129]
- Dr. Terrence Hunt in Redfall (2023)[130]
- Clark, sindaco di Pozza Orientale ed Etienne in Final Fantasy XVI (2023)[131]
- Sandrakk in Immortals of Aveum (2023)[132]
- Dervis in Assassin's Creed Mirage (2023)[133]
- Mecenate in Enotria: The Last Song (2024)[134]
- Matos in Unknown 9: Awakening (2024)[135]
- King Novik in Doom: The Dark Ages (2025)[136]

### Audiolibri
- Don Camillo di Giovannino Guareschi,  Saga Egmont, 29/07/2022
- Ascolta! Leningrado suona di G. Sergio Ferrentino, Audible Studios, 15-07-2016
- Oceano di saggezza: Il viaggio dell'ultimo Dalai Lama dentro la morte di Ugo Leonzio, Audible Studios, 12-08-2016
- L'era glaciale di Raffaele Sardella, Audible Studios, 23-04-2019
- La Kabbalah di Giorgio Israel, Audible Studios, 15-06-2019
- Anni difficili. Dalla crisi finanziaria alle nuove sfide per l'economia di Ignazio Visco, Audible Studios, 01-10-2019
- Il sistema politico italiano di Carlo Guarnieri, Audible Studios, 15-10-2019
- L'illusione della crescita. Perché le nazioni possono essere ricche senza rinunciare alla felicità, di David Pilling, Audible Studios, 28-01-2020
- Ossa di sole (Solar Bones, 2016) di Mike McCormack, Audible Studios, 27-02-2020
- La dieta sono io - Come ho perso 50 chili. Definitivamente di Luca Doninelli, Audible Studios, 04-01-2021

Fonte: Audible

### Podcast
- Utøya. Uno di noi, RSI Rete Due

## Teatro
- Una losca congiura di Barbariccia contro Bonaventura di Sto, regia di Franco Passatore, musiche di Gino Negri (1979-1980)
- La novella degli scacchi
- Le rose di Atacama
- Dai remi facemmo ali al folle vento